# Chevigny-Saint-Sauveur
Chevigny-Saint-Sauveur é uma comuna francesa na região administrativa da Borgonha-Franco-Condado, no departamento [[Côte-d'Or]]. Estende-se por uma área de 12,11 km². Em 2010 a comuna tinha 11 375 habitantes (densidade: 939,3 hab./km²).